# Терентьев, Иван Васильевич
Иван Васильевич Терентьев (1 июня 1896 года, г. Камышин, Саратовская губерния — 28 января 1973 года, Гродно) — советский военный деятель, генерал-майор (19 апреля 1945 года).

## Начальная биография
Иван Васильевич Терентьев родился 1 июня 1896 года в городе Камышин Саратовской губернии.
Работал кочегаром на лесопильном заводе в Камышине.

## Военная служба

### Первая мировая и гражданская войны
В августе 1915 года призван в ряды Русской императорской армии и направлен в 1-й Астраханский кавалерийский полк, дислоцировавшийся в Саратов. Вскоре полк направлен на Юго-Западный фронт, где принимал участие в боевых действиях в Карпатах. В марте 1916 года И. В. Терентьев окончил полковую учебную команду и произведён в чин младшего унтер-офицера. В декабре 1917 года демобилизован из рядов армии в чине вахмистра, после чего вернулся на родину.
15 марта 1918 года призван в ряды РККА и назначен на должность командира эскадрона в составе отдельного Авиловского дивизиона (101-я стрелковая дивизия, Южный фронт), в сентябре 1919 года — на должность командира эскадрона в составе 1-го Хопёрского кавалерийского полка (1-я Хоперская кавалерийская бригада), а в январе 1920 года — на ту же должность в составе 25-го Заамурского кавалерийского полка (2-я Ставропольская кавалерийская дивизия имени М. Ф. Блинова). Принимал участие в боевых действиях на Украинском и Южном фронтах против армии под командованием генерала А. И. Деникина на Дону и на территории Тамбовской и Саратовской губерний, войск под командованием генералов П. Н. Краснова, Я. А. Слащёва и И. Г. Барбовича в районе Мелитополя и Каховки, а также войск под командованием генерала П. Н. Врангеля на никопольском плацдарме.

### Межвоенное время
После окончания войны И. В. Терентьев продолжил служить в составе 25-го Заамурского кавалерийского полка (Северо-Кавказского военного округа), дислоцированного в Пятигорске.
В октябре 1923 года направлен на учёбе на кавалерийское отделение Киевской объединённой школы командиров РККА, после окончания которого в декабре 1924 года назначен на должность командира эскадрона в составе 25-го Заамурского кавалерийского полка (5-я Ставропольская кавалерийская дивизия имени М. Ф. Блинова), а в июле 1928 года — на должность командира отдельного эскадрона в составе 40-й стрелковой дивизии (Восточно-Сибирский военный округ), дислоцированного в Красноярске, после чего участвовал в боевых действиях на КВЖД.
С января 1932 года служил помощником командира 75-го кавалерийского полка (15-я кавалерийская дивизия, Забайкальский военный округ), а с февраля 1937 года — командиром 79-го кавалерийского полка (31-я кавалерийская дивизия, 1-я отдельная Краснознамённая армия, Дальневосточный фронт). Участвовал в боевых действиях в районе озера Хасан. В августе 1938 года назначен на должность помощника командира 31-й кавалерийской дивизии. В 1939 году окончил трёхмесячные курсы усовершенствования начсостава.
В марте 1941 года полковник И. В. Терентьев переведён на должность заместителя командира 232-й стрелковой дивизии (Харьковский военный округ), дислоцированной в г. Ромны. В том же 1941 году окончил два курса заочного факультета Военной академии имени М. В. Фрунзе.

### Великая Отечественная война
С началом войны находился на прежней должности. В августе 1941 года 232-я стрелковая дивизия вела боевые действия в районе Жлобина и Рогачёва, а с сентября во время Киевской оборонительной операции принимала участие в боях в районе Чернигова. С июля полковник И. В. Терентьев исполнял должность командира этой же 232-й стрелковой дивизии. В сентябре дивизия попала в окружение восточнее Киева, откуда вышла в конце месяца, после чего была отведена в район Ахтырки на доукомплектование, после чего вела оборонительные боевые действия на реке Северский Донец восточнее Белгорода.
В январе 1942 года полковник И. В. Терентьев был ранен в районе Белгорода, после чего лечился в сталинградском госпитале. По выздоровлении в феврале того же года направлен в распоряжение Военного совета Южного фронта, где 12 февраля назначен на должность заместителя командира 30-й кавалерийской дивизии, которая вела боевые действия в районе Ново-Александровка и Славянск, в мае-июне — оборонительные боевые действия южнее г. Изюм. С июля полковник И. В. Терентьев исполнял должность командира этой же дивизии. С начала августа дивизия вела оборонительные боевые действия северо-западнее Армавира, а с 7 августа — в условиях окружения в районе Мостовая, Губская, Микоян-Шакар. 17-21 августа дивизия, пройдя Марукский перевал, в результате чего вышла из окружения, к 1 сентября передислоцирована в район Сухуми, а 8-11 сентября — в Кизляр. С 15 сентября 30-я кавалерийская дивизия участвовала в ходе Моздок-Малгобекской и Нальчикско-Орджоникидзевской оборонительных операций. В октябре 1942 года полковник И. В. Терентьев вернулся на должность заместителя командира той же дивизии, которая в январе-феврале 1943 года принимала участие в ходе Ростовской наступательной операции.
В феврале 1943 года назначен на должность заместителя командира 63-й кавалерийской дивизии, которая принимала участие в ходе Миусской, Донбасской и Мелитопольской наступательных операций.
В октябре 1943 года полковник И. В. Терентьев переведён на должность заместителя командира 11-й гвардейской казачьей кавалерийской дивизии, а 17 декабря 1944 года — на должность командира этой же дивизии, которая принимала участие в ходе Корсунь-Шевченковской, Уманско-Ботошанской наступательных операций, освобождении Правобережной Украины, Ясско-Кишинёвской, Дебреценской, Будапештской, Белградской наступательных, Балатонской оборонительной и Венской наступательной операциях.

### Послевоенная карьера
После окончания войны генерал-майор И. В. Терентьев находился на прежней должности командира 11-й гвардейской кавалерийской дивизии, с октября 1945 года находившейся в составе Северокавказского военного округа.
В марте 1946 года направлен на учёбу на Высшие академические курсы при Высшей военной академии имени К. Е. Ворошилова, после окончания которых в январе 1947 года назначен на должность командира 341-й стрелковой дивизии (Беломорский военный округ), дислоцированной в Кандалакше. В феврале 1951 года освобождён от занимаемой должности за неудовлетворительные результаты во время проверки Главной инспекцией Советской армии и переведён на должность заместителя командира 48-й гвардейской стрелковой дивизии (Белорусский военный округ), дислоцированной в Гродно.
Генерал-майор Иван Васильевич Терентьев 24 мая 1954 года вышел в запас. Умер 28 января 1973 года в Гродно.

## Награды
- Два ордена Ленина;
- Четыре ордена Красного Знамени;
- Орден Красной Звезды;
- Медали.